# 릴 비
브랜든 크리스토퍼 매카트니 (Brandon Christopher McCartney) (1989년 8월 17일 출생), 릴 비 (Lil B)로 알려졌으며 그의 다른 이름 더 베이스갓 (The BasedGod)으로 불리는 그는 미국의 래퍼이다. 릴 비(Lil B)는 베이 에어리어 그룹 더 팩(The Pack)과 솔로 음반을 녹음했다. 그의 솔로 작품은 힙합, 뉴에이지, 인디 록, 합창 음악을 포함한 여러 장르에 걸쳐 있다. 그는 그의 작품을 긍정적이고 관용적인 라이프스타일을 나타내는 용어인 "기반"으로 묘사한다. 그리고 온라인 컬트 팔로워를 구축하기 위해 소셜 미디어를 광범위하게 사용한 것으로 유명하다.

## 어린 시절
맥카트니 (McCartney)는 캘리포니아 (California)의 버클리 (Berkeley)에서 자랐다. 그리고 올버니에 있는 올버니 고등학교에서 수학했다. 그는 릴 B라는 이름을 받아들였고, 15살 때 샌프란시스코 베이 에어리어에 기반을 둔 힙합 그룹 더 팩과 함께 랩을 시작했다. 베이 에어리어 하이피 운동이 절정에 달했을 때, 두 번의 성공적인 믹스테이프 후, 그룹의 곡 "Vans"는 깜짝 히트를 쳤다. 이 곡은 롤링 스톤 잡지에 의해 2006년 베스트 5위에 올랐다. 밴스의 강점은 밴스가 베이 에어리어 랩퍼인 Too $hort와 미스타 F.A.B와 함께 《밴스》 리믹스를 선보인 스케이트보드 2 스크래퍼 EP를 발매하는 계기가 되었다. 2007년, 릴 B와 더 팩은 그들의 첫 번째 앨범인 Based Boys를 발매했다

## 뮤직 커리어

### 2009–10: 단독 성공 및 협업
2009년 9월 24일, 릴 B는 독립 레이블 Permanent Marks를 통해 첫 디지털 앨범인 I'm Thraxx를 발매했다. 2009년 12월 22일, 릴 B는 두 번째 디지털 앨범인 6 Kiss를 발매했다. 2010년 3월 25일, 릴 비는 데뷔 믹스테이프 디올 페인트를 발매했다. 2010년 4월 3일, 릴비는 동료 아티스트 소울자보이의 레이블 SODMG 엔터테인먼트와 공식적으로 계약을 맺었다. 2010년 5월 7일, Lil B는 베이스 월드 Pt. 1이라는 제목의 믹스테이프를 발매했다. 2010년 7월 5일, Lil B는 소울자 보이와의 콜라보레이션 믹스테이프를 발매했다.릴 B는 2010년 7월 현재 1,500개 이상의 트랙을 녹음했으며, 이 중 히트곡인 〈라이크 어 마션》, 《완튼 수프》, 《프리티 비크》, 《아임 갓》은 모두 무료로 발매되었다. 2010년 9월 21일, Lil B는 Weird Forest Records를 통해 데뷔 앨범인 Rain in England를 발매했다.《가디언》은 "릴 비, 간절함으로 떨리는 목소리, 애정, 아름다움, 그리고 세상의 모든 나쁜 것들이 뉴에이지 신스워시를 하는 비트 시 스타일의 세트"라고 묘사했다.

### 2010–현재: 믹스테이프

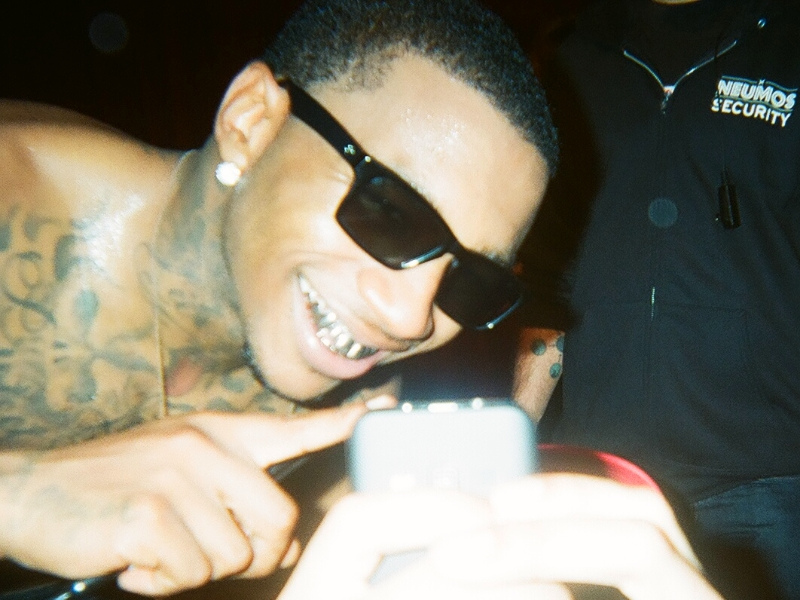
Lil B in 2012

2010년 12월 29일, 릴 B가 아말감 디지털과 음반 계약을 체결한 것으로 확인되었다. 2011년 7월 10일, 릴비는 자신의 레이블인 베이스 월드 레코드를 통해 EP 페인트를 발매했다.
2011년 1월 18일, 릴 B는 아말감 디지털을 통해 엔젤스 엑소더스라는 네 번째 디지털 앨범을 발매했다. 2011년 4월 14일, 릴 B는 그의 다음 앨범의 제목을 I'm Gay라고 발표했고, 이것은 어느 정도 논란을 일으켰다. 2011년 6월 29일, 릴은 아말감 디지털을 통해 다섯 번째 디지털 앨범인 "I'm Gay (I'm Happy)"를 발매했고, 2011년 7월 16일 주간 빌보드 R&B/힙합 앨범 차트 56위, 히트시커스 앨범 차트 20위에 올랐다.
2012년 5월 17일, 릴 B는 "The Based god"라는 가명으로 첫 번째 기악 앨범인 Choices and Flowers를 발매했다.2012년 9월 16일, 릴 B는 "캘리포니아 소년"이라는 제목의 록 싱글을 발매했다. 2012년 12월 30일, 릴 B는 "The Based god"라는 가명으로 두 번째 앨범인 "Tears 4 God"를 발매했다.
2013년 12월 24일, 릴 B는 101곡이 담긴 믹스테이프 05 Fuck Em을 발매했다. 2014년 6월 1일, 릴 B는 NBA 선수 케빈 듀란트를 불러낸 "F*ck KD"라는 트랙을 포함하는 것으로 알려진 후프 라이프라는 제목의 믹스테이프를 발매했다.2014년 10월 14일, 릴 B는 "No Black Person Is Ugly"라는 곡이 수록된 얼티밋 비크 믹스테이프를 발매했다. 2015년 7월 19일, 릴 비 (Lil B)와 Chance the Rapper는 새로운 콜라보레이션 믹스테이프를 녹음했다고 발표했다.
2017년, 릴 B는 그들의 노래 "Come First"의 리믹스에 참여했다.
2017년 8월 17일, 릴 B는 블랙켄을 발매하며 "첫 공식 믹스테이프"라고 설명했다.이 믹스테이프는 2017년 9월 2일 주간 톱 히트시커 차트에서 24위, 인디펜던트 앨범 차트에서 44위에 올랐다.

## 예술가적 기교

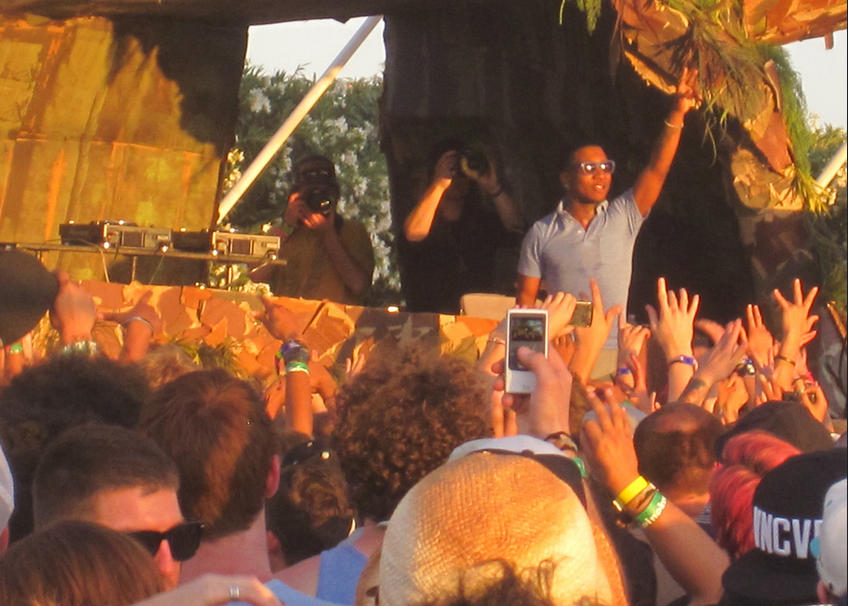
Lil B at Coachella music festival in 2011

릴 밴드와 음악 비평가들은 그의 랩 스타일을 "based"라고 부르는데, 릴 비 또한 긍정적이고 관용적인 생활 방식을 묘사하기 위해 사용하는 단어이다. "Based"는 리커버리된 단어로, Lil B가 다음과 같이 기술한다:
베이스는 너 자신이 되는 것을 의미한다. 사람들이 당신에 대해 어떻게 생각하는지 두려워하지 않는 것. 네가 하고 싶은 일을 하는 걸 두려워하지 않는 것. 긍정적이다. 내가 어렸을 때, 베이스는 멍청이나 멍청이를 의미하는 부정적인 용어였다. 사람들이 저를 놀리곤 했어요. 그들은 "넌 기본이야"라고 말했다. 그들은 그것을 부정적으로 사용할 것이다. 그리고 제가 한 일은 그 부정적인 면을 긍정적인 것으로 바꾸는 것이었다. "응, 난 베이스야" 라고 받아들이기 시작했어. 내 것으로 만들었어. 나는 그것을 내 머리 속에 집어넣었다. 근거는 긍정적이다.

### 기술 랩핑
슬레이트 칼럼니스트 조나 와이너는 그를 "만 지역에서 온 릴 웨인 이후의 멋지게 뒤틀린 탈구축주의자"라고 부르며 "이상한 사회자 수가 증가하고 있다"고 평했다. 음악 평론가 윌리 스탤리는 릴 비의 작품이 힙합 장르의 비판적 패러디에서 "반 뉴에이지, 반 구어"에 이르기까지 다양하기 때문에 "다양한" 것이라고 묘사했다. 그는 또한 릴 비의 장르가 매우 다양하며, 특히 다른 래퍼들이 흔히 사용하지 않는 장르를 사용한다고 언급했다. 스탈리와의 인터뷰에서, Lil B는 "'Swag OD'를 할 수 있지만, 내가 지금 가장 좋아하는 음악가는 안토니 (Antony)와 존슨 (Johnsons)일 수 있다. 그것이 저와 다른 래퍼들, 그리고 일반적으로 다른 음악 아티스트들의 차이점입니다."라고 언급했다.

## 기타 벤처

### 작가
Takin' Over by Imposing the Positive!는 맥카트니 (McCartney)에 의해 쓰여졌고, 2009년 켈 출판사를 통해 출판되었다. 이 책은 이메일과 문자메시지 형태로 모아 쓴 것으로, 저자가 독자에게 이메일을 보내는 방식으로 작성됐다. 주제는 긍정, 낙관, 그리고 그가 "기반 생활 방식"이라고 부르는 삶을 포함한다.  이 책은 2012년 3월 뉴욕 대학교 강의에서 배포되었다. 2013년 3월 30일 매카트니는 두 번째 책을 쓰고 있다고 발표했다.

### 동기부여 연설자
릴 B는 MIT와 카네기 멜론 대학교를 포함한 여러 대학에서 동기부여 강의를 했다. 그들은 일반적으로 그의 인생에서의 개인적인 경험과 시사문제에 초점을 맞추고 있다. 2015년 5월 28일, 이 래퍼는 UCLA에서 강연하면서 돈, 미디어, 기술, 공간, 인식, 그리고 사랑과 같은 주제에 대해 언급했다.

### 모지 (Moji) 및 베지 이모지 (vege EMoJI) 앱 기반
릴 B는 2015년 1월 16일 베이스모지 (Basedmoji) 앱을 출시했다. 2015년 1월 17일, 릴비는 비건 회사 "Follow Your Heart"와 협력하여 "베지 이모지"를 발매했다. 릴 B (Lil B)가 아직 채식주의자가 아니라는 사실에도 불구하고, 그는 가공식품의 소비를 줄이고 있으며, "고기를 먹는 것이 부끄럽다"고 말했다..

## 개인사
2015년 1월 16일 미국 캘리포니아주 콘트라 코스타 카운티에 있는 릴 B의 아파트에서는 전기 화재가 건물 전체로 번져 3일 연속으로 새벽에 불이 났다. 릴 B와 6명의 다른 사람들은 모두를 깨우기 위해 건물을 뛰어다녔던 15세 마테오 이스마엘에 의해 구조되었다.
2016년 미국 대통령 선거에서 그는 버몬트주 상원의원인 버니 샌더스 (Bernie Sanders)를 지지했다.

## 논란과 갈등

### 나는 게이다 (I'm Gay)
릴 B가 I'm Gay라는 제목의 다섯 번째 앨범을 발매했을 때, 그는 여러 번의 살해 협박을 받았다. 비록 그가 이성애자이긴 하지만, 그는 그 제목이 성소수자 공동체에 대한 응원의 메시지라고 말한다. 게이(Gay)에 대한 원래 정의를 언급하며 자신이 행복하기 때문에 게이라고 말하고, 이후 제목을 'I'm Gay'(I'm Happy)로 바꾸었다.

### 조 부단 (Joe Budden)
2010년, 릴 B와 조 버든은 트위터를 통해 많은 교류를 가졌다. 버든은 릴 B의 "Based" 운동과 그의 트윗에 대해 조롱하는 것처럼 보였고, 릴 B는 처음에는 우호적이었지만 나중에는 모욕적인 반응을 보였다. 릴 B는 "T Shirts & Budends"라는 디스코 트랙을 발매했다. 이 곡은 이후 그의 《Everything Based》 믹스테이프에 실렸다. 릴 B는 나중에 그의 모욕에 대해 사과하고 버든을 "전설"이라고 부르며 존경한다고 말했다.

### 게임 (래퍼)(The Game)
2011년, 릴 웨인 믹스테이프 쏘리 4 더 웨이트에서 릴 B의 한 구절을 들은 콤프턴 래퍼 게임은 릴 B를 "역대 가장 서툰 래퍼"라고 불렀다. 릴 B는 이에 대해 "관련성이 없다"고 대답했고, 이후 릴 B를 녹아웃시키겠다고 위협했다. 게임은 릴 웨인과 크리에이터 타일러가 피처링한 〈Martians vs Goblins〉에서 "Tie Lil B를 프로판, 스웩으로 가득 찬 탱크까지 묶어라. 릴 B는 자신의 트랙인 "Tank of Propaine"에서 "White Flame" 믹스테이프를 통해 이렇게 말했다. 몇 주 후, 두 사람은 트위터를 통해 의견 차이를 해결했고, 릴 B는 팬들에게 게임 앨범 더 R.E.D.를 구매하라고 촉구했다.

### 조이 배드애스(Joey Bada$$)
릴비가 그룹 프로에라 창립 멤버인 고(故) 래퍼 캐피탈 스TEEZ의 곡 'Survival Tactics'에서 가사를 불쾌하게 여겼다.이 글에서 그는 "열심히 일하면 성과가 난다고들 한다. / 글쎄, 베이스 신에게 그의 일상적인 일을 그만두지 말라고 말해라."라고 랩을 한다. 릴 B는 "I'm The Bada$$"라는 제목의 노래로 응답했다. Joey Bada$$는 "하루 일을 그만두지 마세요!"라는 제목의 노래로 응답했다. 불화가 트위터에 알려지자, 조이는 릴 비의 팬들로부터 많은 공격의 대상이 되었고, 결국 조이는 그의 트위터 계정을 삭제하게 되었다. t나중에 복구하긴 해도요 조이 바다스는 WWPR-FM과의 인터뷰에서 릴비의 팬들 때문에 자신의 트위터 계정을 삭제했다고 부인했다. 나중에, 블라디 TV와의 인터뷰에서 조이는 이 불화가 홍보를 위해 만들어졌다는 것을 인정했고, 자신이 릴 비의 더 진지한 작품의 팬이라는 것을 인정했다.

### 케빈 듀란트 (Kevin Durant)
2011년, NBA 슈퍼스타 케빈 듀란트는 릴 B의 인기와 함께 자신의 곤혹스러움을 트위터에 올렸고, 릴 B는 "욕" 듀란트로 그가 NBA 챔피언십에서 절대 우승하지 못할 것이라고 응답했다. 그 저주는 2012년에 폐지되었다가 2014년에 다시 부활했다. 이후 두 사람의 불화가 불붙어 2014년 릴비가 디스곡 'Fuck KD'를 발매하고, 릴비가 케빈 듀란트를 부르는 NBA TV 광고를 내보냈다. 릴 B는 2016년 NBA 플레이오프의 서부 컨퍼런스 결승전에서 듀란트와 오클라호마시티 선더 팀이 골든스테이트 워리어스에게 패한 것에 대해 "베이스 신의 저주"가 책임이 있다고 주장했다. 선더는 7전 3선승제 시리즈에서 3승 1패로 올라갔으나 이후 3연패 후 놀라운 방식으로 시리즈를 패했다. 2016년 7월 4일, 듀란트가 골든스테이트 워리어스를 위하여 썬더를 떠난다고 발표한 후, 릴 비는 다시 저주를 취소하였다 공교롭게도 듀란트는 2017년과 2018년에 NBA 챔피언십을 우승하였다.

### 제임스 하든 (James Harden)
2015년 NBA 플레이오프의 서부 컨퍼런스 결승전 동안 릴 B는 NBA 슈퍼스타 제임스 하든의 "요리 댄스"에 의문을 제기하기 시작했다.  릴 비에 의해 만들어진 것으로 알려진 춤은 그가 시즌 내내 해왔던 것으로 알려져 있으며, 만약 그가 그 춤에 대해 해든으로부터 대답을 받지 못한다면, 해든은 케빈 듀란트와 비슷한 "베이스 신의 저주"를 받을 것이라고 트윗했다. 릴 B는 휴스턴 로키츠의 패배를 2번째 경기에서 99 대 98의 득점과 함께 골든스테이트 워리어스에게 돌렸다. 2015년 5월 24일, 릴 B는 TMZ 스포츠에서 그가 플레이오프의 남은 기간과 추후 통지가 있을 때까지 "베이스 신의 저주" 아래에 해든을 놓았다고 발표했다. 2015년 5월 27일 릴 B는 워리어스가 최종적으로 104 대 90의 득점과 함께 로키츠를 꺾고 서부 컨퍼런스 챔피언이 된 5번째 경기를 위하여 오라클 아레나에 있었다. 추가적으로, 이 같은 경기 동안에 Harden은 13번의 턴오버와 함께 NBA 플레이오프 기록을 세웠다.Lil B가 공개적으로 저주를 푸는 것을 고려하도록 유도했다. 2017년 6월 4일, 릴 B는 First Take의 라이브 테이프에서 그가 Harden의 저주를 풀었다고 발표했다.

### 어 부기 윗 다 후기 (A Boogie wit da Hoodie) 와 피앤비 록 (PnB Rock)
2017년 롤링 라우드 베이 지역 축제에서 릴 비(Lil B)는 무대 뒤에서 어 부기 윗 다 후디 (A Boogie with da hoodie) 와의 언쟁으로 인해 촬영장을 취소해야 했다. 그의 세트 취소를 발표하기 위해 무대에 오른 그는 관중들에게 "A Boogie and 그의 모든 크루"에게 공격당했고 그의 장비도 도난당했다고 말했다. 언쟁의 영상은 그 후 표면화되었고, 릴 비 팬들은 즉시 소셜 미디어에 분노를 표현했다. 무대 뒤의 목격자들은 또한 PnB Rock이 공격에 연루되었다고 비난했다. 이 사건에도 불구하고, 릴비는 긍정적인 입장을 유지했고 심지어 그의 지지자들에게 그날 늦게 트위터를 통해 A 부기를 용서해 줄 것을 촉구했다.
이 사건은 팬들과 음악계의 다른 인물들로부터 릴 비에 대한 즉각적인 지지의 물결로 이어졌다. 페스티벌의 동료 공연자인 스쿨보이 Q와 트래비스 스콧은 각각의 세트를 위해 무대에 오르자마자 랩퍼에 대한 지지를 표명했다. 빅 션 (Big Sean), 옵티카 (Skepta), 지이지 (G-Eazy), 식스 락, 크라이숀, 에이트랙, 앨리슨 원더랜드, 스페이스고스트퍼프, 루프 프실패, 케이트라나다, 마이크 딘을 포함한 다른 아티스트들도 소셜 미디어에서 래퍼에 대한 지지를 표현했다. 사건의 여파 속에서 PnB Rock은 페스티벌 라인업에서 제외되고 크레숀으로 대체되었다. 릴 B와 A 부기는 고 맥드레의 티즈 엔터테인먼트의 킬로 커트가 시작한 전화를 통해 이틀 후에 공식적으로 불화를 끝냈다. 릴 B와 A 부기는 고 맥드레의 티즈 엔터테인먼트의 킬로 커트가 시작한 전화를 통해 이틀 후에 공식적으로 불화를 끝냈다.

## 선정된 디스코그래피
- Rain in England (2010)
- Angels Exodus (2011)
- I'm Gay (I'm Happy) (2011)
- Choices and Flowers (2012)
- Hoop Life (2014)
- Black Ken (2017)